# 斎藤文夫 (参議院議員)
斎藤 文夫 （さいとう ふみお、1928年7月11日 - 2024年11月29日）は、日本の政治家。位階は従四位。元参議院議員（2期）。

## 経歴
慶應義塾大学経済学部経済学科を卒業。大学在学中の1949年には観光事業を勉強しようと考え、観光研究会を立ち上げる。大学を卒業し、1951年に大日本製糖入社。1958年、外務大臣藤山愛一郎の秘書となる。1963年、統一地方選挙で川崎市選出県議に当選。1975年の川崎市長選挙で敗北し、1979年に県議復帰。1981年に県議会議長就任。1983年には県議選で5選。
1986年、第14回参議院議員通常選挙で自民党中曽根派の新人候補として出馬し、初当選。1990年第2次海部内閣で通産政務次官。1991年自民党総裁選では渡辺美智雄推薦人名簿に名を連ねた。1992年第16回参議院議員通常選挙で再選。
1998年第18回参議院議員通常選挙で自民党政調会長山崎拓や甘利明・田中和徳・亀井善之の全面的な支援を受けながら落選。1999年勲二等瑞宝章を受章。2000年、次期参院選での自民党公認候補を目指したが、小林温にその座を奪われ国政復帰を断念した。
日本会議神奈川会長、川崎市日韓親善協会会長、公益社団法人神奈川県観光協会会長、一般社団法人川崎市観光協会会長、川崎大師観光協会会長、公益社団法人川崎港振興協会会長、大川崎宿祭実行委員長、川崎・砂子の里資料館館長、東海道かわさき宿交流館推進委員会会代表、社会福祉法人母子育成会理事などとして活動した。
2013年に神奈川の文化の向上発展に力を尽くし、顕著な功績を残した人・団体に贈られる神奈川文化賞を受賞した。2024年には川崎市政特別功労賞を受賞した。
2023年の川崎市議会の開場式にも参加した。
2024年11月29日の夜、川崎区の病院で死去した。96歳没。死没日付をもって従四位に叙された。

## 浮世絵コレクターとして
浮世絵の個人コレクション（浮世絵約4千点、総額約7億円）の展示場所として、自宅を改造して私立美術館である川崎・砂子の里資料館を開館していた。川崎・砂子の里資料館は2016年9月17日に休館し、川崎市の福田紀彦市長が休館までの活動に敬意を表して感謝状を授与した。浮世絵コレクションの相続が課題となっており、管理のできる施設への寄託及び東海道かわさき宿交流館での展示を摸索していたが、川崎市が初期投資9千万円を負担して、浮世絵展示のための展示スペースを整備することとなった。この「川崎浮世絵ギャラリー」は2019年12月3日に開館し、斎藤は名誉館長に就任した。なお、2016年7月に開館した藤沢市藤澤浮世絵館の顧問も務めている。